# Orlje
Orlje (cyr. Орље) – wieś w Serbii, w okręgu raskim, w gminie Tutin. W 2011 roku liczyła 129 mieszkańców.